# Vuelta al País Vasco 2017
57. edycja wyścigu kolarskiego Vuelta al País Vasco odbyła się od 3 do 8 kwietnia 2017. Wyścig liczył sześć etapów, o łącznym dystansie 828,8 km, zaliczany był do rankingu światowego UCI World Tour 2017.

## Uczestnicy
Na starcie tego wyścigu stanęło 20 zawodowych ekip: osiemnaście drużyn jeżdżących w UCI World Tour 2017 i dwie profesjonalne ekipy zaproszone przez organizatorów z tzw. „dziką kartą”.
| Numery | Kod | Drużyna                |
| ------ | --- | ---------------------- |
| 1-8    | TFS | Trek-Segafredo         |
| 11-18  | ALM | Ag2r-La Mondiale       |
| 21-28  | AST | Astana Pro Team        |
| 31-38  | TBM | Bahrain-Merida         |
| 41-48  | BMC | BMC Racing Team        |
| 51-58  | BOH | Bora-Hansgrohe         |
| 61-68  | CJR | Caja Rural-Seguros RGA |
| 71-78  | CDT | Cannondale-Drapac      |
| 81-88  | COF | Cofidis                |
| 91-98  | FDJ | FDJ                    |

| Numery  | Kod | Drużyna              |
| ------- | --- | -------------------- |
| 101-108 | LTS | Lotto Soudal         |
| 111-118 | MOV | Movistar Team        |
| 121-128 | ORS | Orica-Scott          |
| 131-138 | QST | Quick-Step Floors    |
| 141-148 | DDD | Dimension Data       |
| 151-158 | KAT | Team Katusha-Alpecin |
| 161-168 | TLJ | Team LottoNL-Jumbo   |
| 171-178 | SKY | Team Sky             |
| 181-188 | SUN | Team Sunweb          |
| 191-198 | UAD | UAE Team Emirates    |

## Etapy
| Etap | Data       | Start – Meta            | km    | Typ         | Zwycięzca etapu    | Lider              |
| ---- | ---------- | ----------------------- | ----- | ----------- | ------------------ | ------------------ |
| 1.   | 3 kwietnia | Pampeluna – Egüés       | 153,3 | Płaski      | Michael Matthews   | Michael Matthews   |
| 2.   | 4 kwietnia | Pampeluna – Elciego     | 173,4 | Pagórkowaty | Michael Albasini   | Michael Matthews   |
| 3.   | 5 kwietnia | Vitoria – San Sebastián | 160,5 | Pagórkowaty | David de la Cruz   | David de la Cruz   |
| 4.   | 6 kwietnia | San Sebastián – Bilbao  | 174,1 | Pagórkowaty | Primož Roglič      | David de la Cruz   |
| 5.   | 7 kwietnia | Bilbao – Eibar          | 139,8 | Górski      | Alejandro Valverde | Alejandro Valverde |
| 6.   | 8 kwietnia | Eibar – Eibar           | 27,7  | ITT         | Primož Roglič      | Alejandro Valverde |

### Etap 1 - 03.04: Pampeluna – Egüés, 153,3 km
| #   | Zawodnik           | Zespół | Czas       |
| --- | ------------------ | ------ | ---------- |
| 1.  | Michael Matthews   | SUN    | 3h 45' 07" |
| 2.  | Jay McCarthy       | BOH    | + 0"       |
| 3.  | Simon Gerrans      | ORS    | + 0"       |
|     |                    |        |            |
| 20. | Michał Kwiatkowski | SKY    | + 0"       |
| 72. | Michał Gołaś       | SKY    | + 0"       |

| #   | Zawodnik           | Zespół | Czas       |
| --- | ------------------ | ------ | ---------- |
| 1.  | Michael Matthews   | SUN    | 3h 45' 07" |
| 2.  | Jay McCarthy       | BOH    | + 0"       |
| 3.  | Simon Gerrans      | ORS    | + 0"       |
|     |                    |        |            |
| 20. | Michał Kwiatkowski | SKY    | + 0"       |
| 72. | Michał Gołaś       | SKY    | + 0"       |

### Etap 2 - 04.04: Pampeluna – Elciego, 173,4 km
| #   | Zawodnik            | Zespół | Czas       |
| --- | ------------------- | ------ | ---------- |
| 1.  | Michael Albasini    | ORS    | 4h 35' 22" |
| 2.  | Maximiliano Richeze | QST    | + 0"       |
| 3.  | Sean De Bie         | LTS    | + 0"       |
|     |                     |        |            |
| 10. | Michał Kwiatkowski  | SKY    | + 0"       |
| 53. | Michał Gołaś        | SKY    | + 0"       |

| #   | Zawodnik            | Zespół | Czas       |
| --- | ------------------- | ------ | ---------- |
| 1.  | Michael Matthews    | SUN    | 8h 20' 29" |
| 2.  | Maximiliano Richeze | QST    | + 0"       |
| 3.  | Sean De Bie         | LTS    | + 0"       |
|     |                     |        |            |
| 9.  | Michał Kwiatkowski  | SKY    | + 0"       |
| 51. | Michał Gołaś        | SKY    | + 0"       |

### Etap 3 - 05.04: Vitoria – San Sebastián, 160,5 km
| #    | Zawodnik           | Zespół | Czas       |
| ---- | ------------------ | ------ | ---------- |
| 1.   | David de la Cruz   | QST    | 3h 54' 25" |
| 2.   | Michał Kwiatkowski | SKY    | + 3"       |
| 3.   | Jay McCarthy       | BOH    | + 3"       |
|      |                    |        |            |
| 119. | Michał Gołaś       | SKY    | + 15' 35"  |

| #    | Zawodnik           | Zespół | Czas        |
| ---- | ------------------ | ------ | ----------- |
| 1.   | David de la Cruz   | QST    | 12h 14' 54" |
| 2.   | Jay McCarthy       | BOH    | + 3"        |
| 3.   | Alejandro Valverde | MOV    | + 3"        |
|      |                    |        |             |
| 4.   | Michał Kwiatkowski | SKY    | + 3"        |
| 109. | Michał Gołaś       | SKY    | + 15' 35"   |

### Etap 4 - 06.04: San Sebastián – Bilbao, 174,1 km
| #    | Zawodnik           | Zespół | Czas       |
| ---- | ------------------ | ------ | ---------- |
| 1.   | Primož Roglič      | TLJ    | 4h 23' 46" |
| 2.   | Michael Matthews   | SUN    | + 3"       |
| 3.   | Giovanni Visconti  | TBM    | + 3"       |
|      |                    |        |            |
| 4.   | Michał Kwiatkowski | SKY    | + 3"       |
| 114. | Michał Gołaś       | SKY    | + 9' 12"   |

| #    | Zawodnik           | Zespół | Czas        |
| ---- | ------------------ | ------ | ----------- |
| 1.   | David de la Cruz   | QST    | 16h 38' 43" |
| 2.   | Primož Roglič      | TLJ    | + 0"        |
| 3.   | Michał Kwiatkowski | SKY    | + 3"        |
|      |                    |        |             |
| 108. | Michał Gołaś       | SKY    | + 24' 44"   |

### Etap 5 - 07.04: Bilbao – Eibar, 139,8 km
| #    | Zawodnik           | Zespół | Czas       |
| ---- | ------------------ | ------ | ---------- |
| 1.   | Alejandro Valverde | MOV    | 3h 26' 32" |
| 2.   | Romain Bardet      | ALM    | + 0"       |
| 3.   | Rigoberto Urán     | CDT    | + 0"       |
|      |                    |        |            |
| 33.  | Michał Kwiatkowski | SKY    | + 2' 00"   |
| 118. | Michał Gołaś       | SKY    | + 15' 03"  |

| #    | Zawodnik           | Zespół | Czas        |
| ---- | ------------------ | ------ | ----------- |
| 1.   | Alejandro Valverde | MOV    | 20h 05' 18" |
| 2.   | Rigoberto Urán     | CDT    | + 0"        |
| 3.   | Romain Bardet      | ALM    | + 0"        |
|      |                    |        |             |
| 27.  | Michał Kwiatkowski | SKY    | + 2' 00"    |
| 117. | Michał Gołaś       | SKY    | + 39' 44"   |

### Etap 6 - 08.04: Eibar – Eibar, 27,7 km
| #    | Zawodnik           | Zespół | Czas     |
| ---- | ------------------ | ------ | -------- |
| 1.   | Primož Roglič      | TLJ    | 35' 58"  |
| 2.   | Alejandro Valverde | MOV    | + 9"     |
| 3.   | Jon Izagirre       | TBM    | + 15"    |
|      |                    |        |          |
| 78.  | Michał Kwiatkowski | SKY    | + 3' 38" |
| 124. | Michał Gołaś       | SKY    | + 5' 40" |

| #    | Zawodnik           | Zespół | Czas        |
| ---- | ------------------ | ------ | ----------- |
| 1.   | Alejandro Valverde | MOV    | 20h 41' 25" |
| 2.   | Alberto Contador   | TFS    | + 17"       |
| 3.   | Jon Izagirre       | TBM    | + 21"       |
|      |                    |        |             |
| 30.  | Michał Kwiatkowski | SKY    | + 5' 29"    |
| 115. | Michał Gołaś       | SKY    | + 45' 15"   |

## Liderzy klasyfikacji po etapach
| Etap                 | Zwycięzca            | Klasyfikacja generalna | Klasyfikacja górska | Klasyfikacja punktowa | Klasyfikacja sprinterska | Klasyfikacja drużynowa |
| -------------------- | -------------------- | ---------------------- | ------------------- | --------------------- | ------------------------ | ---------------------- |
| 1                    | Michael Matthews     | Michael Matthews       | Yoann Bagot         | Michael Matthews      | Lluís Mas                | Bora-Hansgrohe         |
| 2                    | Michael Albasini     | Michael Matthews       | Yoann Bagot         | Michael Matthews      | Lluís Mas                | Bora-Hansgrohe         |
| 3                    | David de la Cruz     | David de la Cruz       | Alex Howes          | Michael Matthews      | Lluís Mas                | Bora-Hansgrohe         |
| 4                    | Primož Roglič        | David de la Cruz       | Alex Howes          | Michael Matthews      | Jonathan Lastra          | Bahrain-Merida         |
| 5                    | Alejandro Valverde   | Alejandro Valverde     | Alex Howes          | Michael Matthews      | Lluís Mas                | Bahrain-Merida         |
| 6                    | Primož Roglič        | Alejandro Valverde     | Alex Howes          | Alejandro Valverde    | Lluís Mas                | Bahrain-Merida         |
| Klasyfikacja końcowa | Klasyfikacja końcowa | Alejandro Valverde     | Alex Howes          | Alejandro Valverde    | Lluís Mas                | Bahrain-Merida         |

## Klasyfikacje końcowe

### Klasyfikacja generalna
| M-ce | Zawodnik           | Zespół               | Czas        |
| ---- | ------------------ | -------------------- | ----------- |
| 1.   | Alejandro Valverde | Movistar Team        | 20h 41' 25" |
| 2.   | Alberto Contador   | Trek-Segafredo       | + 17"       |
| 3.   | Jon Izagirre       | Bahrain-Merida       | + 21"       |
| 4.   | David de la Cruz   | Quick-Step Floors    | + 44"       |
| 5.   | Primož Roglič      | Team LottoNL-Jumbo   | + 59"       |
| 6.   | Louis Meintjes     | UAE Team Emirates    | + 1' 19"    |
| 7.   | Patrick Konrad     | Bora-Hansgrohe       | + 1' 40"    |
| 8.   | Sergio Henao       | Team Sky             | + 1' 51"    |
| 9.   | Rigoberto Urán     | Cannondale-Drapac    | + 1' 56"    |
| 10.  | Simon Špilak       | Team Katusha-Alpecin | + 2' 01"    |
|      |                    |                      |             |
| 30.  | Michał Kwiatkowski | Team Sky             | + 5' 29"    |
| 115. | Michał Gołaś       | Team Sky             | + 45' 15"   |

| M-ce | Zawodnik           | Zespół             | Punkty |
| ---- | ------------------ | ------------------ | ------ |
| 1.   | Alejandro Valverde | Movistar Team      | 74     |
| 2.   | Michael Matthews   | Orica-Scott        | 69     |
| 3.   | Primož Roglič      | Team LottoNL-Jumbo | 54     |
| 4.   | David de la Cruz   | Quick-Step Floors  | 48     |
| 5.   | Michał Kwiatkowski | Team Sky           | 40     |

| M-ce | Zawodnik         | Zespół                 | Punkty |
| ---- | ---------------- | ---------------------- | ------ |
| 1.   | Lluís Mas        | Caja Rural-Seguros RGA | 11     |
| 2.   | Jonathan Lastra  | Caja Rural-Seguros RGA | 10     |
| 3.   | Fabricio Ferrari | Caja Rural-Seguros RGA | 6      |
| 4.   | Carlos Verona    | Orica-Scott            | 5      |
| 5.   | Luis Ángel Maté  | Cofidis                | 4      |

| M-ce | Zawodnik           | Zespół            | Punkty |
| ---- | ------------------ | ----------------- | ------ |
| 1.   | Alex Howes         | Cannondale-Drapac | 27     |
| 2.   | Yoann Bagot        | Cofidis           | 23     |
| 3.   | Matteo Montaguti   | Ag2r-La Mondiale  | 15     |
| 4.   | Igor Antón         | Dimension Data    | 14     |
| 5.   | Stéphane Rossetto  | Cofidis           | 14     |
|      |                    |                   |        |
| 38.  | Michał Kwiatkowski | Team Sky          | 1      |

| M-ce | Zespół           | Czas        |
| ---- | ---------------- | ----------- |
| 1.   | Bahrain-Merida   | 62h 11' 22" |
| 2.   | Movistar Team    | + 1' 18"    |
| 3.   | Team Sunweb      | + 2' 28"    |
| 4.   | Team Sky         | + 2' 38"    |
| 5.   | Ag2r-La Mondiale | + 4' 33"    |